# Fall Out EP
Fall Out EP è il primo EP del gruppo hardcore punk italiano Fall Out.

## Tracce
1. Criminal world - 2:35
2. Work instigates - 2:11
3. Reagan hysterya - 2:24
4. Punx united - 2:09
5. Sick city - 1:39
6. Religious carnage/Sucks - 2:06

## Formazione
- Renzo Daveti - voce
- Marco Rinaldi - chitarra
- Giuseppe De Ruggero - basso
- Giampaolo Vigna - batteria